# Copa del Rey de 2010–11
A Copa do Rei de 2010–11 ou CVIII Copa del Rey foi a 107ª edição da Copa do Rei da Espanha e ocorreu de 25 de agosto de 2010 a 20 de abril de 2011. Teve como campeão e vice-campeão Real Madrid e FC Barcelona, respectivamente.

## Participantes
A 107ª Copa do Rei contou com 83 times das 4 divisões espanholas. As equipes participantes foram:
20 equipes da La Liga 2009-2010
| - Almería - Athletic Bilbao - Atlético Madrid - Barcelona - Deportivo La Coruña - Espanyol - Getafe - Málaga - Mallorca - Osasuna | - Racing Santander - Real Madrid - Sevilla - Sporting de Gijón - Tenerife - Valencia - Valladolid - Villarreal - Xerez - Zaragoza |  |

21 equipes da Segunda División 2009-10
| - Albacete - Betis - Cádiz - Cartagena - Castellón - Celta - Córdoba - Elche - Gimnàstic de Tarragona - Girona - Hércules | - Huesca - Las Palmas - Levante - Murcia - Numancia - Rayo Vallecano - Real Sociedad - Real Unión - Recreativo Huelva - Salamanca |  |

24 equipes da Segunda División B 2009-10
| - Ponferradina - Eibar - Palencia - Pontevedra - Alavés - Alcorcón - Real Oviedo - Guadalajara - Universidad LP - Leganés - Sant Andreu - Ontinyent | - Alcoyano - Dénia - Benidorm - Granada - UD Melilla - Real Jaén - Poli Ejido - Ceuta - Puertollano - Orihuela - UD Logroñés - Lucena |  |

18 equipes da Tercera División 2009-10

## Premiação
| Copa do Rei da Espanha 2010-11   |
| Madrid                           |
| -------------------------------- |
| Real Madrid Campeão (18º título) |